# Kaabu
Kaabu (scritto anche Gabu, Ngabou o N'Gabu) fu un regno, o una federazione di regni, dominato dall'etnia mandingo e situato sulla costa atlantica dell'Africa occidentale, negli odierni Senegal meridionale, Gambia e Guinea-Bissau. Inizialmente una provincia (tinkuru) del vasto Impero del Mali, si rese indipendente nel 1537 a causa dell'indebolimento di quest'ultimo. Risolutamente pagano in un'area sempre più caratterizzata dalla diffusione della religione islamica, il regno fu infine distrutto dalla jihad del vicino Imamato di Futa Jalon che ne assediò e conquistò la capitale Kansala nel 1867, anche se alcuni piccoli regni mandingo sopravvissero nell'area fino alla definitiva colonizzazione europea.

## Storia

### Provincia del Mali
Prima dell'espansione Mandé, la regione che sarebbe diventata Kaabu era scarsamente popolata; esisteva comunque un regno dell'etnia Bainuk, che si estendeva dal fiume Gambia a nord al Rio Cacheu a sud. I mandinka arrivarono nella regione intorno all'anno 1230 d.C. Uno dei generali di Sundiata Keita, Tiramakhan Traore, conquistò l'area, fondando molte nuove città e facendo di Kaabu una delle tinkuru, o province, occidentali del Mali. Lui, o forse i suoi figli avuti dalla moglie bainuk, sconfisse Kikikor, il re dei bainuk, e catturò la loro capitale Mampatim. Suo figlio o nipote Sama Coli divenne il primo mansa di Kaabu.
Le aree della savana furono per lo più conquistate e governate dai vassalli dell'Impero del Mali, mentre le zone paludose vicino alla costa erano ancora dominate dagli indigeni. Come in molti luoghi che videro le migrazioni mandinka, gran parte della popolazione nativa fu dominata o assimilata, con gli schiavi che alla fine furono integrati nella società mandinka o venduti attraverso le rotte commerciali transahariane ad acquirenti arabi. Sebbene i governanti di Kaabu fossero mandinka, molti dei loro sudditi provenivano da gruppi etnici che risiedevano nella regione prima dell'invasione. Il mandinka divenne una lingua franca utilizzata per il commercio.
Mansa Sala Sane fondò la città di Kansala per sostituire l'antica capitale di Mampatim. Era situata in una posizione più centrale, ed era il luogo del bosco sacro dove veniva incoronato il nuovo Mansa.

### Indipendenza
Dalla metà del XIV secolo, il Mali vide un forte declino a causa delle incursioni dei Mossi da sud, della crescita del nuovo Impero Songhai a est e delle controversie sulla successione. Anche se il Kaabu era uno dei possedimenti più saldi dell'impero, all'inizio del XVI secolo le incursioni dei fulani guidati da Koli Tenguella, che mosse guerra partendo dalla sua base nel Futa Jalon, interruppero le vie di comunicazione tra Kaabu e il Manden, di fatto tagliando fuori la provincia dal centro dell'impero.
Con il crollo dell'autorità del Mali, gli stati mandinka della regione formarono una federazione. Il numero delle province crebbe da tre a sette, e esse comprendevano dozzine di città commerciali reali. Contemporaneamente a nord, oltre il fiume Gambia, furono fondati i regni di Sine e Saloum, governati da re serer e da regine mandinka. Il Kaabu intraprese numerose guerre di espansione, e sviluppò una fiorente economia basata sulla coltivazione del cotone e sul commercio, soprattutto quello degli schiavi.
Secondo la tradizione Mandinka, Kaabu rimase inconquistata per ottocentosette anni, periodo in cui si susseguirono 47 Mansa.

### Declino
Il potere di Kaabu iniziò a scemare nel corso del XVIII e XIX secolo. Nel 1776, i religiosi islamici militanti torodbe fondarono uno stato teocratico nel vicino Futa Djallon. Con un certo sostegno da parte dei capi soninke e mandinka, lanciarono una jihad contro gli stati non musulmani della regione, in particolare Kaabu. Alcuni fulani non musulmani, cacciati dal Futa Djallon dai torodbe, si stabilirono a Kaabu, dove si dedicarono all'allevamento del bestiame, attività tradizionale del popolo fulani. Nel corso del conflitto con l'Imamato, tuttavia, questi immigrati furono visti come una potenziale "quinta colonna" e furono oppressi ed estorti, creando un conflitto civile nel regno. Il declino della tratta degli schiavi, pilastro dell’economia per secoli, spinse inoltre le élite mandinka a aumentare le tasse sui contadini per rimpiazzare le entrate commerciali perdute.
Fino al 1860 Kaabu aveva respinto con successo in numerose occasioni vari eserciti Fula al forte di Berekolong. Nel 1867, tuttavia, la capitale Kaabu a Kansala fu assediata. Al culmine della battaglia di Kansala, durata undici giorni, Mansa Janke Waali Sanneh ordinò di dare fuoco ai depositi di polvere da sparo della città. L'esplosione risultante uccise i difensori Mandinka e il 75% degli aggressori. Con la caduta di Kansala, l'egemonia mandinka nella regione terminò. Gli aggressori tuttavia, esausti e fortemente indeboliti dalla battaglia, non poterono perseguire il loro obiettivo di conquistare l'intero impero Kaabu. I resti di alcuni regni costituenti di Kaabu continuarono a prosperare: tra questi c'erano Nyambai, Kantora, Berekolong, Kiang, Faraba, Niani, Badibu, Wulli, Jarra e Berefet, principalmente in Gambia e parti del Senegal meridionale. Altre aree controllate dai mandinka erano Sayjo (Sedhiou), Kampentum (Koumpentoum), Kossamar (Koussanar) e altre nell'odierno Senegal, fino all'arrivo dei colonialisti britannici e francesi all'inizio del XX secolo. Ad oggi, l'influenza dei clan mandinka è radicata nei tessuti socioculturali del Senegal, del Gambia e della Guinea Bissau post-indipendenza.

## Organizzazione
Gli studiosi sono in disaccordo sul fatto se Kaabu fosse un regno, un impero, una federazione o un misto di questi. Sebbene ci fosse un imperatore, noto come Mansa, il potere era decentralizzato e le persone generalmente erano più sensibili ai leader locali rispetto alla lontana, quasi mitica, figura dell'imperatore. I regni che componevano l'impero si espansero, si contrassero, si unirono, si divisero, apparvero e scomparvero nel tempo.
Il Mansa di Kaabu era selezionato tra i leader delle province principali di Jimara, Sama e Pachana. In contrasto con le tradizioni patrilineari prevalenti tra i mande, l'eredità reale passava attraverso la linea materna, rispettando le usanze ereditarie dei bainuk pre-conquista.
La classe dirigente era composta da un'élite guerriera, divisa tra due distinti gruppi di clan, Koring e Nyancho. I Koring governavano le province non reali, mentre solo i discendenti delle stirpi Nyancho da entrambi i lati potevano essere eletti Mansa, in quanto affermavano una discendenza patrilineare da Tiramakhan Traore, fondatore di Kaabu, e una discendenza matrilineare da una potente maga indigena pre-mandinka. Pertanto i Nyancho rivendicavano la propria legittimità attraverso la conquista, l'eredità patrilineare tradizionale mandinka e le tradizioni matrilineari locali.
La tassa principale, riscossa in stoffe o pagne, era conosciuta come kabunko. Gli schiavi lavoravano nelle piantagioni di cotone su larga scala per produrre questa forma di valuta. L'aristocrazia guerriera Nyancho utilizzò l'aumento delle entrate fiscali per finanziare più guerre, catturando così più schiavi, che producevano più tessuti, il che finanziava ancora più guerre.